# Celatoria nigricans
Celatoria nigricans är en tvåvingeart som först beskrevs av Wulp 1890.  Celatoria nigricans ingår i släktet Celatoria och familjen parasitflugor. Inga underarter finns listade.